# MechWarrior (1989)
MechWarrior — перша гра в серії ігор MechWarrior у всесвіті BattleTech, розроблена для DOS, видана Activision. Гра дозволяє користувачеві уявити себе на місці пілота меха (англ. mech — людиноподібний бойовий механізм). Гравець може виконувати завдання на власний розсуд, купувати нові мехи, наймати пілотів для мехів своєї ланки, подорожувати планетами Внутрішньої Сфери і укладати контракти з Великими Домами. Місії генеруються випадково.
Додатково до цього гра має не обов'язкову до виконання сюжетну лінію, тривалістю п'ять ігрових років.

## Сюжет

Вигляд з кабіни

Головний герой гри — пілот меха на ім'я Гідеон Ванденбург. Його сім'я була вбита найманцями Чорного крила (англ. Dark Wing Mercenaries), і чаша, яка доводить, що він спадкоємець трону своєї планети, Місяця Андір (англ. Ander’s Moon) — була вкрадена. Без цієї чаші він — вигнанець. Гідеон повинен стати справжнім воїном і водієм меха, щоб знайти тих, хто найняв убивць його сім'ї, та помститися їм.

## Ігровий процес
У грі є лише одноосібний режим. Гравцю доступні такі типи місій:
- «Оборона кордону» — необхідно не дати пройти групі ворожих мехів.
- Оборона основи.
- «Перехід кордону» — необхідно дійти до кінця карти або знищити ворожих мехів.
- Атака на основу.
- Знищення групи ворожих мехів.

Існували міні-кампанії — комбінації із трьох довільних місій поспіль без поповнення боєзапасу.
Гравцеві доступні для управління вісім різних мехів (легкі, середні, важкі):
- Locust
- Jenner
- Phoenix Hawk
- Shadow Hawk
- Rifleman
- Warhammer
- Marauder
- Battlemaster

У коді гри для персональних комп'ютерів у списках доступних мехів були ще дві назви — Wasp і Wolverine, але в грі вони так і не з'явилися, як немає і графіки для них.
Також у грі присутні інші мехи, наприклад Scorpion, але їх можна зустріти тільки під керуванням комп'ютера, керувати ними сам гравець не може.
У грі є п'ять держав, поділених на дві ворожі фракції. При виконанні завдання однієї фракції зростає авторитет гравця у цій фракції та падає авторитет гравця у протилежній фракції. Від авторитету залежить, наскільки охоче адміністрація планет видаватиме гравцеві завдання.

### Пілоти-найманці
| Ім'я         | Зброя (навички) | Пілот (навички) | Плата | Висловлювання                                                        |
| ------------ | --------------- | --------------- | ----- | -------------------------------------------------------------------- |
| T. D. Bente  | Мінімально      | Посередньо      | 400   | "Put a 'Mech under me and I'll kick some tail."                      |
| Billy Chow   | Посередньо      | Посередньо      | 600   | "Get me off this rock and I'll fight anything."                      |
| Kevin Call   | Добре           | Відмінно        | 1,000 | "The Gray Death Legion is where I learned to fight."                 |
| A. Cooper    | Добре           | Посередньо      | 1,000 | "Trained in the Federated Suns but I've been around since."          |
| Jim Eagle    | Відмінно        | Добре           | 2,000 | "Lindon's Company recon lance was my last tour."                     |
| Ted Hegel    | Посередньо      | Мінімально      | 600   | the Widow, now I need another 'Mech."                                |
| B. Hendrik   | Посередньо      | Добре           | 600   | "Started with Narhal's Raiders but I've kicked around."              |
| J. Holmaas   | Відмінно        | Відмінно        | 2,000 | "I've worked with the best and so have they."                        |
| Darc Horse   | Добре           | Відмінно        | 1,000 | "I work alone or with Team Banzai. Maybe with you."                  |
| "Killer"     | Добре           | Добре           | 1,000 | "I want to burn villages, eat dead, burnt bodies, kill, kill, kill." |
| G. Lofall    | Відмінно        | Добре           | 2,000 | "I'll warn you I party hard, but then I fight hard."                 |
| "Nasty Bill" | Відмінно        | Відмінно        | 2,000 | "I got my name from the way I fight -- I win."                       |
| Z. Rodgers   | Мінімально      | Посередньо      | 400   | "I used to work tech for Richard's Panzer Brigade."                  |
| Pete Ryan    | Добре           | Посередньо      | 1,000 | "Fortune cookie I got today said take any deal. Name it."            |
| Tim Seers    | Мінімально      | Мінімально      | 400   | "I used to be infantry, but I'm moving up."                          |
| Tank Smith   | Добре           | Відмінно        | 1,000 | assault 'Mechs, but then don't we all?"                              |
| "Tricky Nik" | Добре           | Добре           | 1,000 | "Ever hear of Redjack Ryan? I did some fighting for him."            |
| T. Rich      | Посередньо      | Мінімально      | 600   | "I learned a thing or two with Hansen's Roughriders."                |
| R. Torsak    | Добре           | Відмінно        | 1,000 | "Drove a Marauder for the 21st Centauri Lancers."                    |
| Kelly T.     | Посередньо      | Добре           | 600   | "If you've got the money, I've got the time."                        |
| Bob True     | Мінімально      | Мінімально      | 400   | "I know my way around 'Mechs and I've seen my share of battles."     |
| Kinji Tsi    | Відмінно        | Відмінно        | 2,000 | "I follow bushido the way of the warrior."                           |
| Alex Veer    | Посередньо      | Добре           | 600   | "I got my training on Solaris, the game world."                      |
| John Zoe     | Посередньо      | Посередньо      | 600   | " My last gig was with Wolf's Dragoons."                             |

## Відгуки та критика
| Видання                | Оцінка                 |
| ---------------------- | ---------------------- |
| Дракон                 | [ 3 ]                  |
| Світ комп'ютерних ігор | [ 4 ]                  |
| ACE                    | 887 out of 1000 points |

MechWarrior був комерційно успішним, з продажами майже 100 000 копій до 1997 року.
Для запуску DOS версії гри на сучасних комп'ютерах потрібно використання емулятора DOSBox і сповільнювача процесора, оскільки програмний код гри не прив'язаний до таймера комп'ютера.